# Рана, Мохан Шамшер
Фельдмаршал Мохан Шамшер Джанг Бехадар Рана (непальск. मोहन शमशेर जङ्गबहादुर राणा; 23 декабря 1885 — 6 января 1967, Бангалор, Индия) — непальский военачальник и государственный деятель, премьер-министр Непала и министр иностранных дел (1948—1951). Фельдмаршал. Из династии Рана.

## Биография
Старший из пяти сыновей в семье Чандры Шамшера Раны (премьер-министр Непала в 1901—1929) и его первой жены Чандра Лока Бхакта. Последний в непальском правительстве представитель консервативной семьи Рана, контролировавшей страну более века и превратившей королевскую власть в номинальную.
В апреле 1948 года, после отставки его дяди Падмы Шамшера занял пост премьер-министра Непала, на котором оставался до 1951 года. В результате конфликта с королём Трибхуваном в 1950 году вынудил монарха с сыном Махендрой бежать в Индию и объявил новым королём его трехлетнего внука — Гьянендру.
Мохан Шамшер, сторонник жесткой линии, попытался восстановить абсолютное и автократическое правление семьи Рана. В своей попытке укрепить режим семьи Рана он игнорировал быстро меняющуюся внешнюю и внутреннюю среду. Англичане покинули Индию. Новому индийскому правительству не нравился автократический характер режима Рана. Индия потребовала от семьи Рана проведение либерализации. Внутри страны набирала силу оппозиция. Кроме того, король Трибхуван встал на сторону оппозиции и бежал в Индию. 
Таким образом, в период автократического правления Рана правители контролировали весь процесс принятия решений и не позволяли подданным свободно выражать свои мнения. Точно так же подданные не имели права выбирать собственное правительство. Несмотря на свой жесткий подход, клан Рана уже не мог контролировать умы людей, которые стремились к демократическим свободам в Непале. Вдобавок король фактически оставался пленником во дворце, поскольку Рана держали его либо в политической изоляции под «физическим принуждением», либо контролировали его «семейными смешанными браками». Несмотря на принудительную изоляцию, короли из династии Шахов могли поддерживать контакты с политическими диссидентами. Бежав в посольство Индии, а затем в Индию, король Трибхуван смог оказать огромное давление на семью Рана, чтобы они отказались от своей власти. Такое внутреннее и внешнее давление привело к падению режима Рана в 1951 году.
В начале 1951 года, после заключения в Дели трёхстороннего договора между Моханом Шамхером, королём и Непальским конгрессом, Трибухван вернулся на родину и к концу 1951 года. сумел отстранить семью Рана от власти, лишив её представителей наследственных должностей и привилегий, предоставленных во времена правления Джанг Бахадур Рана.
14 декабря 1951 года Мохан Шамшер отправился в добровольное изгнание в Индию, где и умер в 1967 году, в возрасте 81.
Мохан Шамшер был женат на Дикшье Кумари (англ. Dikshya Kumari), от которой имел двух сыновей и шестерых дочерей Среди его внуков — непальский политик Пушупати Шамшер Рана, отец Девьяни Рана — невесты наследного принца Дипендры.

## Награды и звания
- 1924 — Рыцарь-командор  Ордена Индийской империи (Великобритания)
- 1936 — Nepal Long Service Medal и Королевская юбилейная медаль (Непал)
- 1937 — Рыцарь Большого Креста Ордена Британской империи (Великобритания)
- Большой крест Ордена Облака и Знамени (Тайвань)
- 1937 — Рыцарь — великий командор Ордена Индийской империи (Великобритания)
- 1948 — Главнокомандующий Ордена «Легион почёта» (США)
- 1949 — Кавалер большого креста Ордена Почётного легиона (Франция)
- 1950 — Рыцарь большого креста Ордена Нидерландского льва (Нидерланды)
- 1950 — Рыцарь большого креста Ордена Бани (Великобритания)